# Пархоменко, Николай Григорьевич
Николай Григорьевич Пархоменко (28.2.1912, Сумская область — 11.7.1976) — командир огневого взвода 114-го армейского гвардейского истребительно-противотанкового артиллерийского полка 53-й стрелковой дивизии 1-й гвардейской армии 2-го Украинского фронта, гвардии старшина — на момент представления к награждению орденом Славы 1-й степени.

## Биография
Родился 28 февраля 1912 года в областном центре Сумской области Украины — городе Сумы в семье рабочего. Украинец. Член ВКП/КПСС с 1941 года. Окончил 8 классов. Работал модельщиком на Сумском машиностроительном заводе имени М. В. Фрунзе.
В Красной Армии с июня 1941 года. Участник Великой Отечественной войны с декабря 1941 года. Участник боев на Курской дуге, освобождения Сумщины. Отличился при форсировании Днестра, во время Ясско-Кишиневской операции, освобождения Будапешта, Чехословакии.
Командир орудийного расчета 114-го армейского гвардейского истребительно-противотанкового артиллерийского полка гвардии старшина Николай Пархоменко с подчиненными 7 мая 1944 года в бою севернее города Роман отразил три вражеские контратаки, подбил танк, подавил миномет, батарею. Приказом от 18 мая 1944 года за мужество и отвагу, проявленные в боях, гвардии старшина Пархоменко Николай Григорьевич награждён орденом Славы 3-й степени.
19 сентября 1944 года юго-восточнее города Регин при отражении атак противника расчет Николая Пархоменко уничтожил три пулемета, наблюдательный пункт, свыше отделения живой силы. Приказом от 18 ноября 1944 года за мужество и отвагу, проявленные в боях, гвардии старшина Пархоменко Николай Григорьевич награждён орденом Славы 2-й степени.
Командир огневого взвода Николай Пархоменко в составе своего полка севернее города Эстергом 15 января 1945 года занял выгодную позицию, прямой наводкой поджег вражеский танк, вывел из строя четыре пулемета с прислугой, два противотанковых орудия с расчетами, истребил несколько солдат. Указом Президиума Верховного Совета СССР от 15 мая 1946 года за образцовое выполнение заданий командования в боях с немецко-фашистскими захватчиками гвардии старшина Пархоменко Николай Григорьевич награждён орденом Славы 1-й степени, став полным кавалером ордена Славы.
В 1945 году Н. Г. Пархоменко демобилизован из рядов Красной Армии. Вернулся в родной город Сумы. Работал в строительно-монтажном управлении. Скончался 11 июля 1976 года. Похоронен в Сумах на Центральном кладбище.
Награждён орденом Отечественной войны 2-й степени, орденами Славы 1-й, 2-й и 3-й степени, медалями.